# 미스테리오
미스테리오(Mysterio)는 마블 코믹스의 슈퍼빌런 캐릭터이다. 1964년 6월 어메이징 스파이더맨 13화에 첫 등장하였다.
주로 뉴욕에서 활동하며 스파이더맨의 주된 적이다.
본명은 쿠엔틴 벡(Quentin Beck)으로 원래 할리우드에서 영화 스턴트맨으로 활동하다가 후에는 손꼽히는 특수 효과 디자이너가 되었다. 벡은 유명한 배우가 되고 싶었지만 배우가 되기에는 재능이 부족했다.
평소 명성에 굶주렸던 벡은 배우가 될 수 없다는 현실을 자각하게 되었고 자신이 환영을 다루는 일에 재능이 있다는 것을 깨닫고 이를 범죄에 적용해 악당이 되기로 한다. 후에 벡은 스스로 미스테리오라는 이름을 붙이며 본격적으로 스파이더맨을 괴롭히기 시작한다. 미스테리오는 주로 헬멧을 쓰고 다니며 홀로그램 영사기를 통해 3차원 환영을 만들어 상대를 혼란스럽게 한다.
후에 닥터 옥토퍼스와 접촉해 시니스터 식스의 일원으로 활동하기도 한다.
2019년 영화 스파이더맨: 파 프롬 홈에서 제이크 질렌할이 미스테리오 역할을 맡았다.